# Kirche Weißenberg

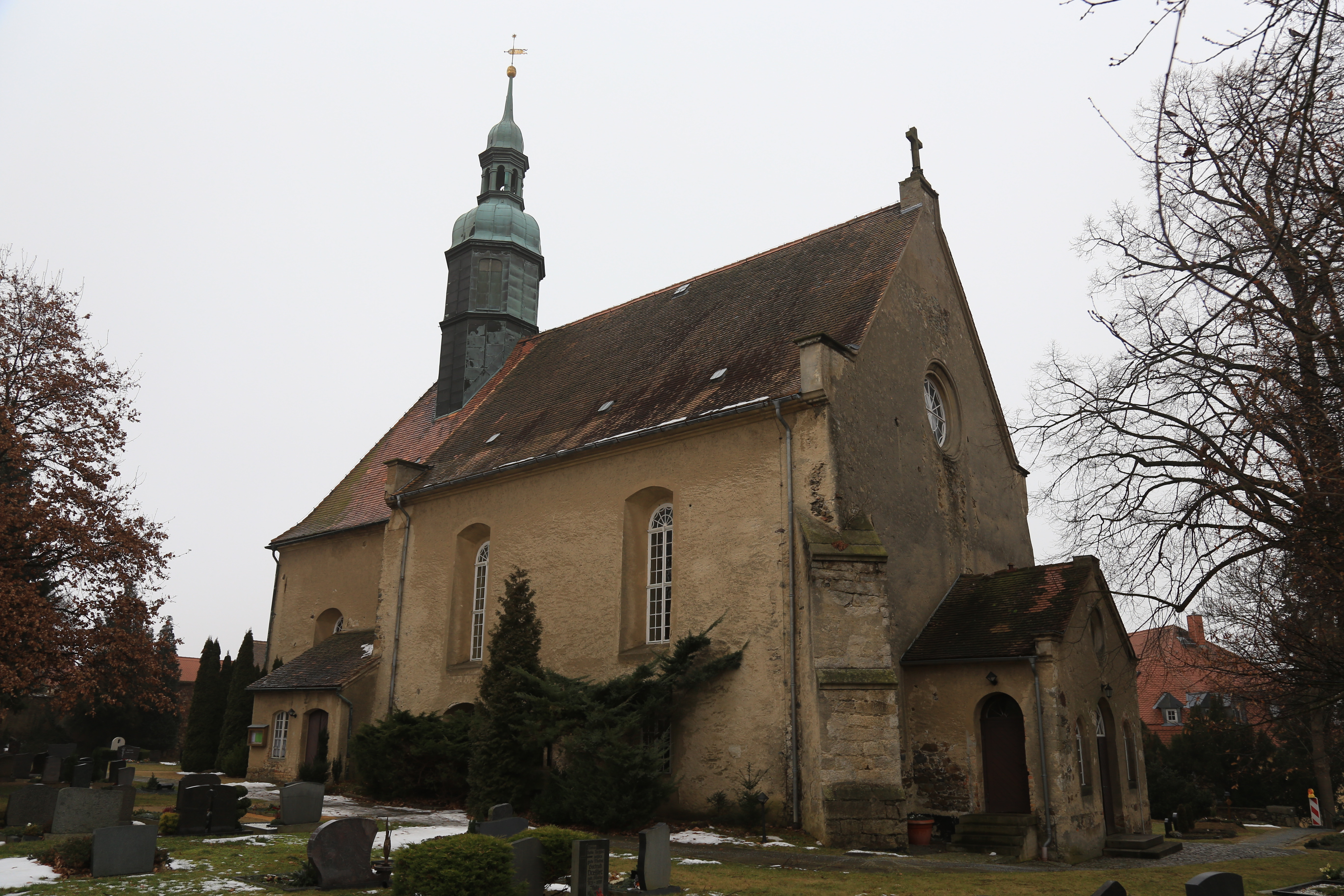
Kirche Weißenberg

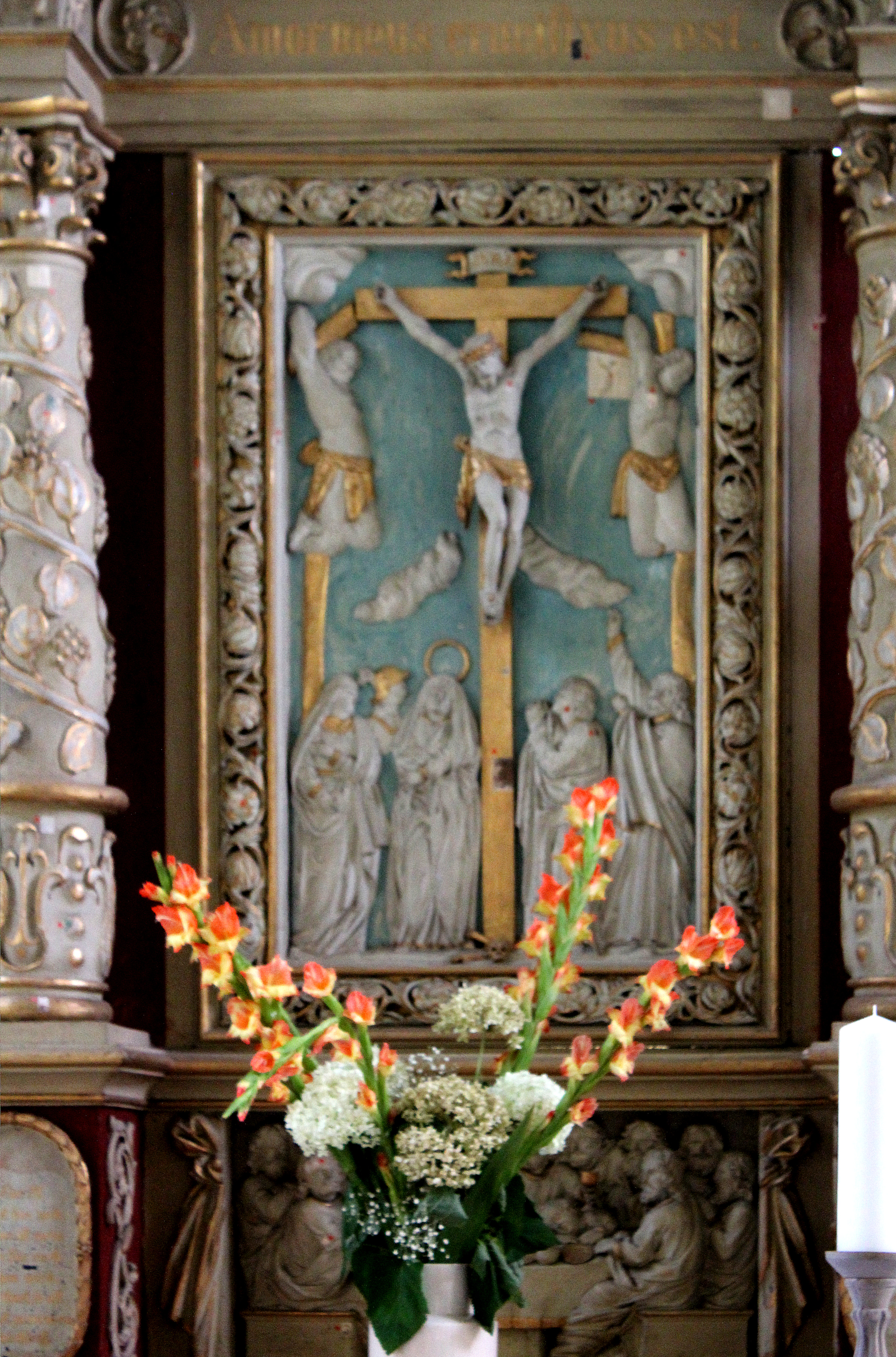
Altar, Kreuzigungsgruppe

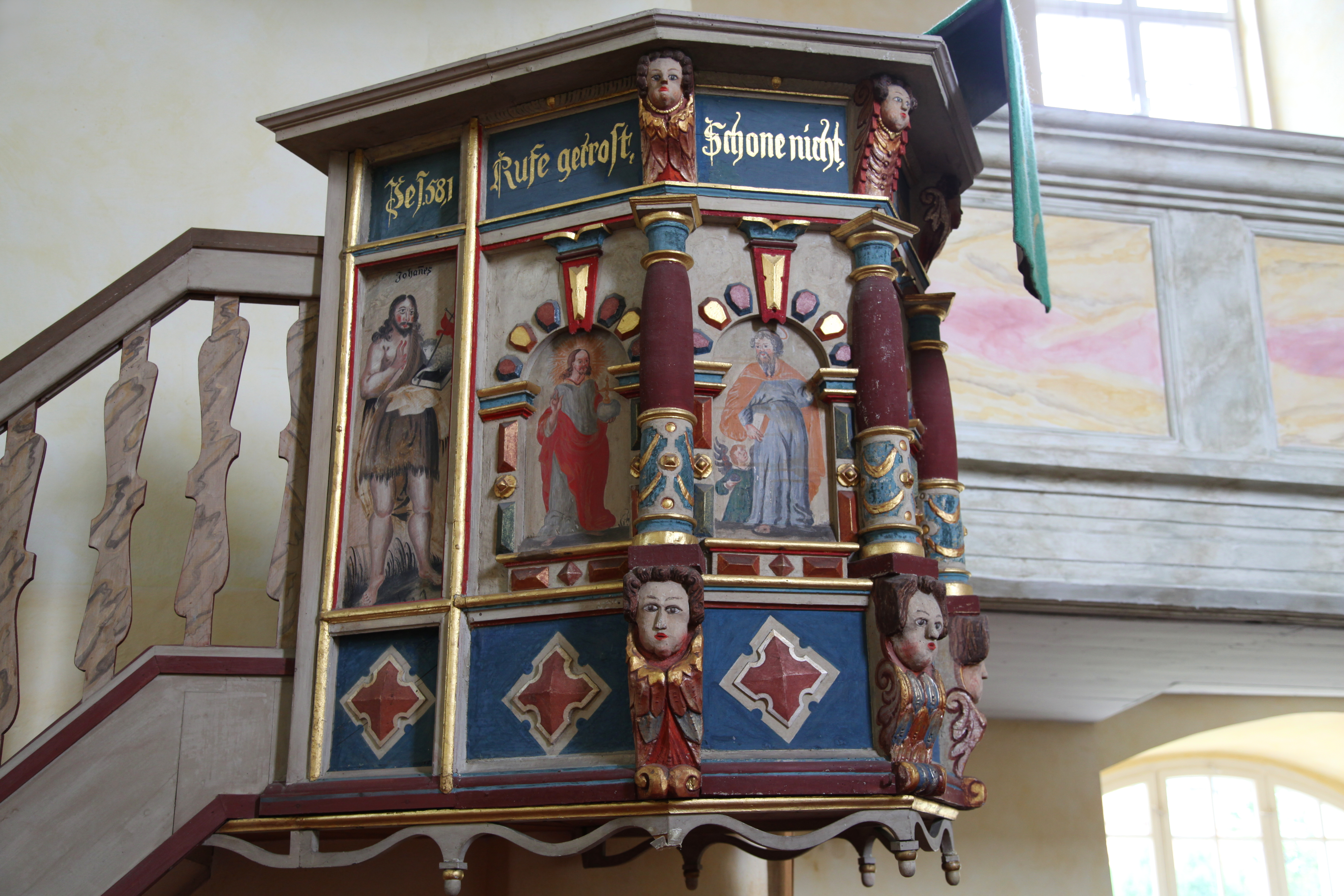
Kanzel

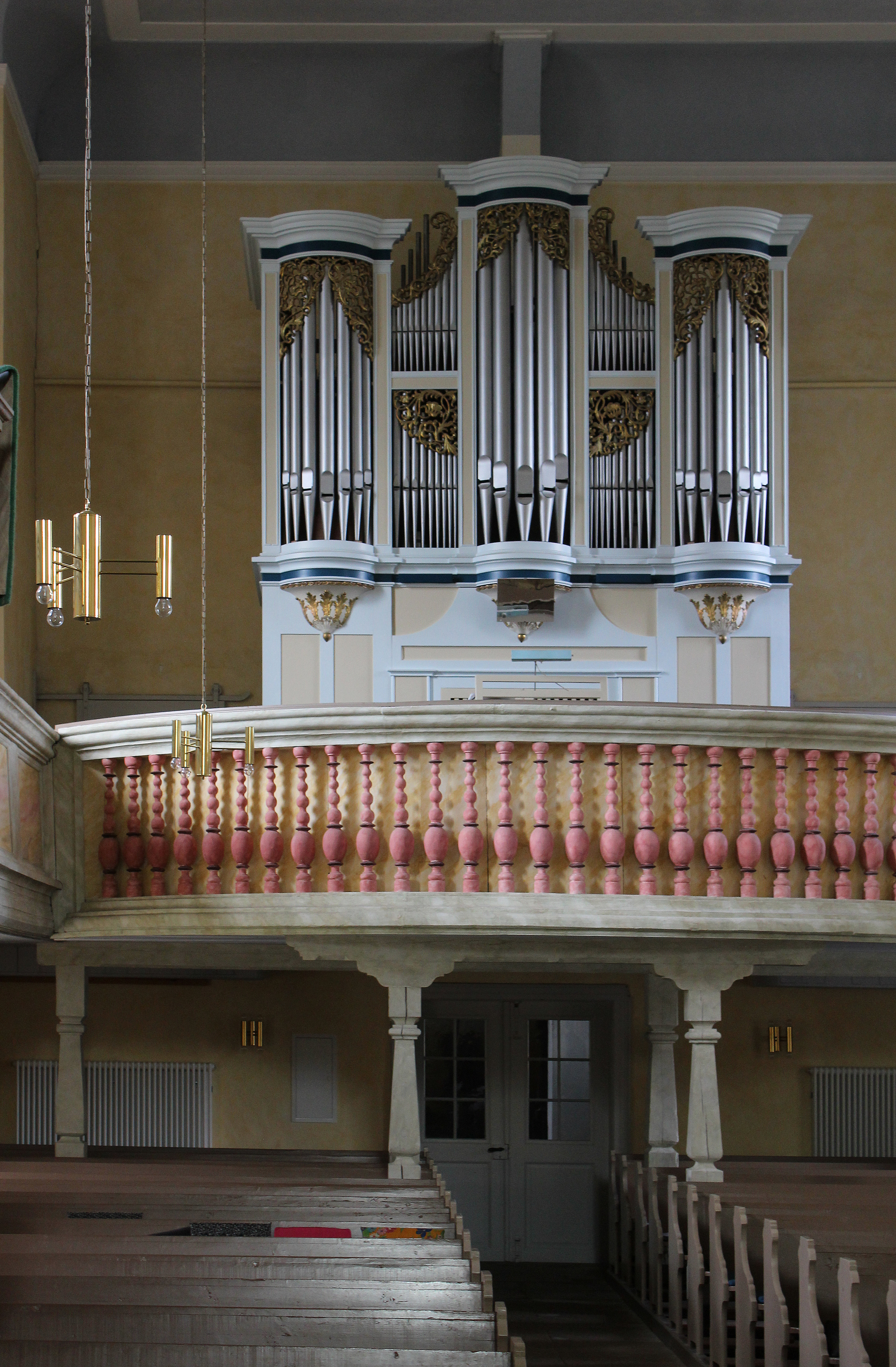
Orgel

Die evangelische Kirche Weißenberg (obersorbisch Wósporska cyrkej) ist eine im Kern romanische, barockisierte Saalkirche in Weißenberg im Landkreis Bautzen in Sachsen. Sie gehört zur Kirchengemeinde Weißenberg im Kirchenbezirk Bautzen-Kamenz der Evangelisch-Lutherischen Landeskirche Sachsens.

## Geschichte
Das Bauwerk ist eine innerhalb des Kirchhofs gelegene stattliche Saalkirche mit Resten eines romanischen Bauwerks aus dem 13. Jahrhundert, das vielfach verändert wurde. Im Jahr 1725 wurden ein Dachreiter errichtet und der Chorraum verändert. 1839 wurden der Innenraum umgestaltet und die Fenster an der Nordseite vergrößert. 1858 wurden die Eingangshallen an Nord- und Südseite abgetragen und eine nördliche Vorhalle sowie der Haupteingang an der Westseite hergestellt. Im Jahr 1901 wurde das Innere neu ausgemalt; Restaurierungen erfolgten in den Jahren 1939–41, wobei die obere Empore entfernt, eine neue Sakristei erbaut und das Innere neu ausgemalt wurde; im Jahr 1955 und 1976 erfolgten Arbeiten am Dachreiter, dabei auch eine Innenausmalung.

## Architektur und Innenausstattung
Das Bauwerk ist ein hoch aufragender schlichter Putzbau mit Satteldach. Der eingezogene Chor endet in einem geraden Schluss und ist mit einem abgewalmten Dach mit gleicher Firsthöhe gedeckt. Der Dachreiter schließt mit Welscher Haube und Zwiebellaterne. Korb- und Rundbogenfenster erhellen das Innere. Die Westfassade ist von zwei mächtigen Strebepfeilern eingefasst, eine Vorhalle führt zum Hauptportal. An der Nordseite des Chores ist die Sakristei angefügt. Der helle Innenraum ist mit flacher Putzdecke über einer großen Kehle geschlossen. Eingeschossige Holzemporen umgeben den Raum an drei Seiten, die westliche mit einer Balustergalerie ist konvex geformt.
Das Hauptstück der Ausstattung ist ein prachtvoller, farbig gefasster Schnitzaltar von Michael Bubenick aus Zittau im Jahr 1666, der 1859 von Maler Leo und dem Vergolder Grundmann ausgestaltet wurde. Der dreigeschossige Aufbau ist mit zwei reich geschmückten Säulenpaaren gestaltet, welche die Predella mit Abendmahlsrelief und die Haupttafel mit Kreuzigungsrelief flankieren. Im Giebel ist ein Relief mit der Grablegung, seitlich die Evangelisten Matthäus und Johannes angeordnet, als Bekrönung der auferstandene Christus mit den Grabwächtern.
Die farbig gefasste Holzkanzel vom Anfang des 17. Jahrhunderts ist am Kanzelkorb mit toskanischen Säulen und Engelkopfkonsolen versehen, dazwischen sind Bilder der Evangelisten zu sehen. Der Schalldeckel ist mit Löwen- und Engelköpfen geschmückt und zeigt an der Unterseite die Taube des Hl. Geistes. Die schlichte kelchförmige Holztaufe aus der Zeit um 1800 ist farbig gefasst und trägt ein Taufbecken aus Messing, eine Nürnberger Arbeit des 16. Jahrhunderts, mit einer Darstellung der Verkündigung auf dem Boden und einer umlaufenden Inschrift.
In der Sakristei sind zwei Gemälde aufbewahrt: die Berufung des Moses von Carl Gottlieb Rolle aus Reichenau von 1862 und die Taufe Christi von Alfred Thomas aus Dresden von 1893.

### Orgel
Die Orgel mit Rokoko-Gehäuse ist im Kern ein Werk von Johann Gotthilf Bärmig aus dem Jahr 1859 mit 21 Registern auf zwei Manualen und Pedal, das 1941 von Eule Orgelbau überarbeitet wurde.

### Grabplatten und Epitaphe
Im Chor sind mehrere Grabplatten zu sehen, darunter zwei nur mit linear dargestellten Wappen geschmückte Platten für Christoph von Gersdorf († 1549) und Christoph von Gersdorf († 1584); ferner ein Denkmal für Erasmus von Gersdorf dem Älteren († 1593) mit einer ganzfigurigen männlichen Gestalt mit Rüstung in selbstbewusster Haltung.
Weiter ist das Denkmal von Erasmus von Gersdorf († 1619) mit einer Figur eines betenden Kindes mit reicher, pelzbesetzter Kleidung zu sehen, ferner das Denkmal des Erasmus von Gersdorf († 1580) mit einer ganzfigurigen männlichen Gestalt in Rüstung vor einem Hintergrund mit Rankenornament. Da die Platte wohl zu Lebzeiten angefertigt wurde, ist das Todesdatum 1637 nicht eingetragen.
Ein weiteres Denkmal für Johannes Werlin († 1710) zeigt unter zwei Puttenköpfen zwischen Wolken ein gerafftes Tuch mit Inschrift und darunter dargestelltem Schädel, Knochen und einer Kerze.